# Мейпл-Гров (город, Миннесота)
Мейпл-Гров (англ. Maple Grove) — город в округе Хеннепин, штат Миннесота, США. На площади 90,5 км² (85,1 км² — суша, 5,4 км² — вода), согласно переписи 2010 года, проживают 61 567 человек. Плотность населения составляет 728,3 чел/км².
Через город проходит межштатная автомагистраль I-94.
- Телефонный код города — 763
- Почтовый индекс — 55311, 55369
- FIPS-код города — 27-40166[1]
- GNIS-идентификатор — 0647465[2]

## История
До приезда Луи Гервиса в 1851 году единственными обитателями территории города было племя Виннебаго. Первым деревянным домом, построенным в Мейпл-Гров, стал дом Пьера Боттино в 1854, а в 1855 в городе появились множество других домов, церковь и ратуша. Оригинальный первый дом перенесли в заказник Элм Крик. Город известен огромными количествами деревьев клёна, а также производимого кленового сиропа.